# With a Bang (Detective Conan)

O 36º tankōbon de Detective Conan lançado pela Viz Media em 12 de outubro de 2010, onde a maioria dos capítulos individuais do arco está encapsulada. A Torre de Tóquio aparece em segundo plano e é um cenário importante na história.

With a Bang, intitulado Yureru Keishichō: Sennihyakumannin no Hitojichi (揺れる警視庁 1200万人の人質, lit. A agitada sede da polícia metropolitana e 12 milhões de reféns) em sua publicação original em japonês, é o 107º arco de história da série de mangá japonesa Detective Conan, que é conhecida como Meitantei Konan (名探偵コナン, lit. O Grande Detective Conan, oficialmente traduzida como Detective Conan) no Japão. O arco segue Conan Edogawa enquanto ele trabalha com o Departamento de Polícia Metropolitana de Tóquio para pegar um homem-bomba.
O arco abrangeu 6 capítulos que foram publicados na revista da editora Shogakukan, Weekly Shōnen Sunday. Eles foram posteriormente encapsulados nos volumes tankōbon 36 e 37, que foram lançados no Japão em 18 de fevereiro de 2002 e 18 de abril de 2002, respectivamente. O arco foi posteriormente adaptado para a série de anime como o episódio 304, que foi transmitido pela Nippon Television Network System em 6 de janeiro de 2003.
A Viz Media localizou e publicou os dois volumes em 12 de outubro de 2010 e em 11 de janeiro de 2011. O volume 36 apareceu na lista dos mais vendidos de mangá do New York Times durante o final de semana em 24 de outubro de 2010.

## Enredo
Um homem-bomba, que tinha como alvo o Departamento de Polícia Metropolitana de Tóquio no passado, reaparece após um sumiço de três anos. Depois de ferir gravemente o policial Takagi em uma explosão, o homem-bomba envia um fax à Polícia Metropolitana na forma de um enigma, declarando que havia escondido uma bomba na cidade. No fax está escrito: "Sou um arremessador rápido e um grande jogador da Major League. As entradas extras (em inglês: Inning Extras) começaram. O jogo começa ao meio-dia e termina às 15 horas. Mesmo que você prepare uma boa rolha, não adianta, vou dar a volta por cima no final. Se você quiser encerrar este jogo, venha me encontrar. Quando a polícia escalar o monte manchado de sangue, estarei esperando na caixa do batedor de aço". Os oficiais Wataru Takagi e Miwako Sato decidem então resolver o enigma enquanto eram acompanhados por Conan e a Liga de Detetives Júnior sem saberem. Eles então se revelam na parte dos passageiros do carro, e começam a ajudar os dois também.
Inicialmente, eles caem em uma pista falsa, acreditando que "innings extras" é um jogo de palavras em japonês para "linhas estendidas" e se dirigem para o local onde os dois lugares que o bombardeiro atingiu se coincidiam. No entanto, Conan logo percebe que o monte manchado de sangue se refere à Torre de Tóquio e a caixa do batedor é um elevador. Conan e Takagi entram na torre para salvar uma garota presa em um elevador, caindo na armadilha do homem-bomba. Conan encontra a bomba no topo do elevador que eles estão. Ela está programada para detonar ao meio-dia e Conan começa a se preparar para desarmá-la. Ele logo percebe que a bomba revelará uma pista para a localização de uma bomba ainda maior durante os últimos três segundos até a detonação. Conan e Takagi decidem perder suas vidas para enviar a dica a Sato. Conan desarma a bomba no segundo final conseguindo uma parte da dica, que eram as letras "EVIT". Ele explica a Takagi suas deduções sobre a localização da outra bomba, que está programada para detonar às 3 da tarde.
O homem-bomba é encurralado pela polícia após ser realizada uma busca em uma ampla área ao redor da Teitan High School. Eles resolveram o enigma e a dica deu todas as informações necessárias para encontrar a localização da segunda bomba. O inspetor Megure revela que "Major League" no enigma significa que o enigma deve ser visto do ponto de vista inglês, devido ao fato de que "Major League" não é um termo japonês e sim americano. Quando visto em inglês, innings extras podem ser abreviados como "EXTRA", enquanto um limitador se refere à média de corridas limpas, que pode ser abreviado como "ERA". Quando "ERA" é removido de "EXTRA", "XT" permanece e quando invertido, conforme referido no enigma, torna-se o kanji文 que é o símbolo de uma escola em mapas japoneses. Quanto à dica, "EVIT" é a palavra incompleta de "DETECTIVE" ao contrário. Quando o kanji para Detective, Tantei (探偵), quando invertido, ele se torna Teitan (偵探) permitindo que seja deduzido como o alvo a Escola Secundária de Teitan.
O homem-bomba tenta fugir e é encurralado por Sato. Sato se prepara para vingar seu parceiro, Jinpei Matsuda (松田 陣平), que foi morto pelo homem-bomba três anos antes, mas é parada por Takagi. Depois de desabafar com Takagi sobre a morte de Matsuda e a satisfação de o homem-bomba ter sido capturado, ela consegue deixar suas memórias de Matsuda pararem de ser um fardo e conseguindo assim seguir em frente com sua vida.

## Adaptação para anime
O arco de história With a Bang foi ao ar na série de anime de Detective Conan como o episódio 304, que foi transmitido pela Nippon Television Network System em 6 de janeiro de 2003. A música-tema de abertura foi "I can't stop my love for you ♥" de Rina Aiuchi e o tema de encerramento é "Overture" de Koshi Inaba. O episódio foi dirigido por Kōjin Ochi (越智浩仁), Mashu Itō (伊藤真朱) e Masato Sato (佐藤真人); Masato Sato também produziu o episódio. A animação foi dirigida por Mashu Itō e Atsushi Aono (青野厚司)  que foram assistidos por Mari Tominaga (とみながまり). O episódio foi lançado no quinto volume do DVD da 11ª temporada.

## Recepção
A recepção do arco de história foi positiva. O arco foi considerado como o favorito dos fãs, determinado por uma enquete na Weekly Shōnen Sunday em 2011. Gosho Aoyama, o criador de Detective Conan, também considerou o arco como sua história favorita. A Viz Media localizou o volume 36, onde a maior parte do arco está encapsulado, que apareceu na lista dos mais vendidos do New York Times Manga durante o fim de semana em 24 de outubro de 2010. Leroy Douresseaux, do ComicBookBin.com, elogiou o arco o descrevendo como com um estrondo, destacando a quebra do quem matou? habitual. Ele também comparou o enredo como sendo semelhante a um filme de suspense de ação de Hollywood.